# 詹姆斯·杜瓦
詹姆斯·杜瓦爵士（英語：James Dewar，1842年9月20日—1923年3月27日），蘇格蘭物理學家、化學家。他设计了杜瓦瓶，成功液化了氧气、氢气等多种气体，为低温物理的研究提供了条件。

## 早年
杜瓦出生于苏格兰法夫地区的科因卡丁（Kincardine），这是位于福斯湾北岸的一座小镇，在家裡是六兄弟中最年幼的一位，父母在他15歲時雙雙離世。他进入道勒学院（Dollar Academy)学习，后考入爱丁堡大学，在莱昂·普莱费尔指导下进行研究，毕业之后成为普莱费尔的助手，还曾到根特大学，在凯库勒的指导下学习过。

## 科学研究
1867年詹姆斯·杜瓦提出了几种苯（化学式为C6H6）的结构设想，他认为最合理的结构就是凯库勒之前提出的。之后科学家发现了苯的一种同分异构体，把它以杜瓦命名，称作杜瓦苯，有趣的是，杜瓦苯的结构并不在杜瓦所提出的几种结构中。
1875年他成为剑桥大学教授，是剑桥大学彼得学院的一员。他和乔治·道宁·利维因（George Downing Liveing）合作，通过光谱来分析物质的组成。期间与诺曼·洛克尔就太阳的组成发生了争论。1877年他成为英国皇家学会会员。

## 气体液化

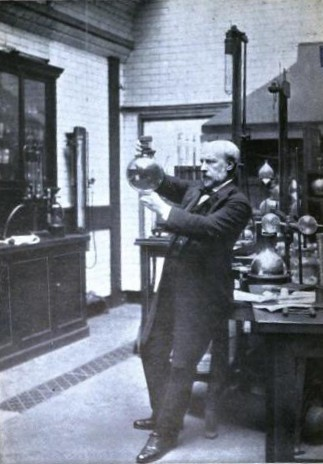
正在实验室裏拿着杜瓦瓶的詹姆斯

他主要的工作是在气体液化和低温物理的研究上。1878年他在皇家学会介绍了Louis Paul Cailletet和Raoul Pictet的工作，在英国第一次引进了cailletet的通过焦耳-汤姆逊实验液化气体的装置。1880年左右他开始研究液氧，1884年他又在皇家学会介绍了Karol Olszewski和Zygmunt Florenty Wróblewski液化氧气的工作。1885年通过改进工艺他可以集齐1瓶液氧。1891年他提出了可以生产工业级产量液氧的生产过程。
1890年代初期，他奉命组建了皇家学会戴维-法拉第实验室，继续自己液化氢气的目标。1892年他发明了以他名字命名的真空绝热容器杜瓦瓶用于低温现象的研究，后被德国公司Thermos商业化为现在的保温瓶。1899年他成功液化了氢气，并可以获得-260摄氏度的低温，为后人研究低温现象提供了条件。杜瓦曾尝试继续液化氦气，但由于所需的氦气量不够，使得海克·卡末林·昂内斯首先完成对氦气的液化。
1904年他与皮埃尔·居里一同研究镭衰变成氦的过程，同年被授予爵士。他与别人共同研究金属的电阻在零下200摄氏度到200摄氏度温度范围内的变化情况，预言接近绝对零度时，金属的电阻会变为零。1905年他发现把椰子壳烧成的木炭冷却到零下185度时，木炭非常容易吸收空气，从而可以产生真空，这一技术在原子物理的实验中非常有用。他还和阿贝尔一起发展了无烟火药。第一次世界大战期间，他发明的无烟火药起到了很大作用，但是他的低温学研究却因为资金缺乏而终止，他开始转向气泡表面张力研究。1923年，他在倫敦離世，享年80歲。

## 荣誉与获奖
杜瓦曾多次获得诺贝尔奖提名，却未曾得奖。他曾获得过英国皇家学会的Rumford奖章、戴维奖章和科普利奖章。1904年他被封为爵士，并获得了法国科学院的拉瓦锡奖章，他是第一个获此荣誉的英国人。

## 外部連結
- 《詹姆斯·杜瓦爵士 (1842-1923)》（英文）BBC, Broadcasting House, Portland Place, London. bbc.co.uk. 2004.
- Bellis, Mary, "Inventors Sir James Dewar Archive.today的存檔，存档日期2012-12-06". about.com.